# Луїз Барбоза
Луїз дус Сантус Барбоза (порт. Luís dos Santos Barbosa, 7 липня 1910, Макае, штат Ріо-де-Жанейро — 8 жовтня 1938) — один з найвідоміших музикантів і співаків в стилі самба, брат композитора Паулу Барбоза і радіоведучого Енріке Барбоза. Він також відомий використанням солом'яного капелюха як ударного інструмента. Його спів був наповнений жартами, частими розмовними частинами («самба-ді-бреке») та використанням капелюха, що робило його унікальним.